# بلانکا سوآرس

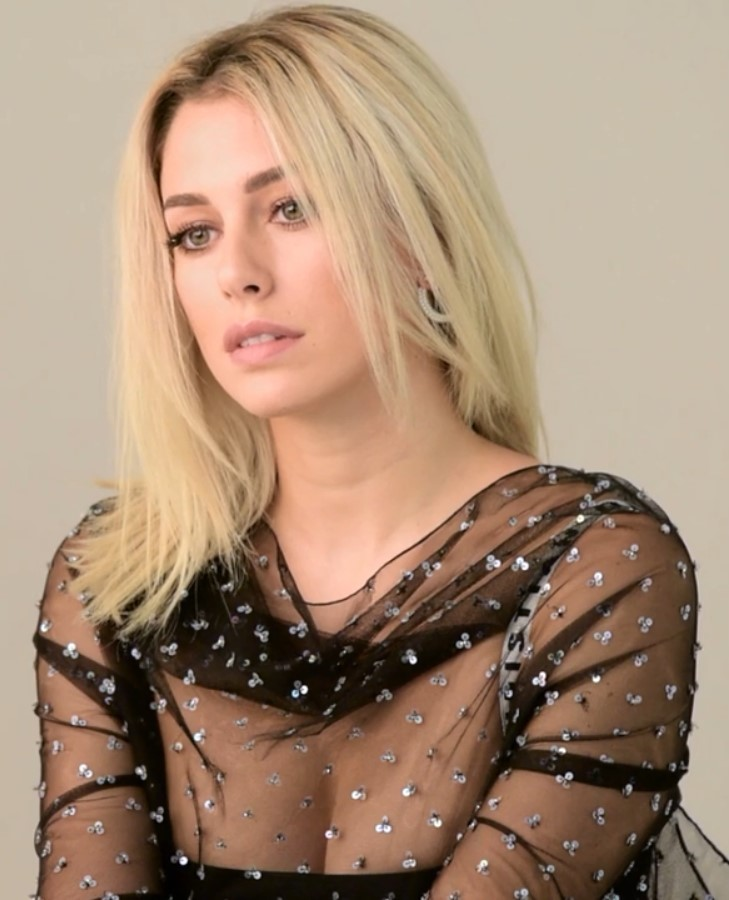
بلانکا سوآرس در سال ۲۰۱۷

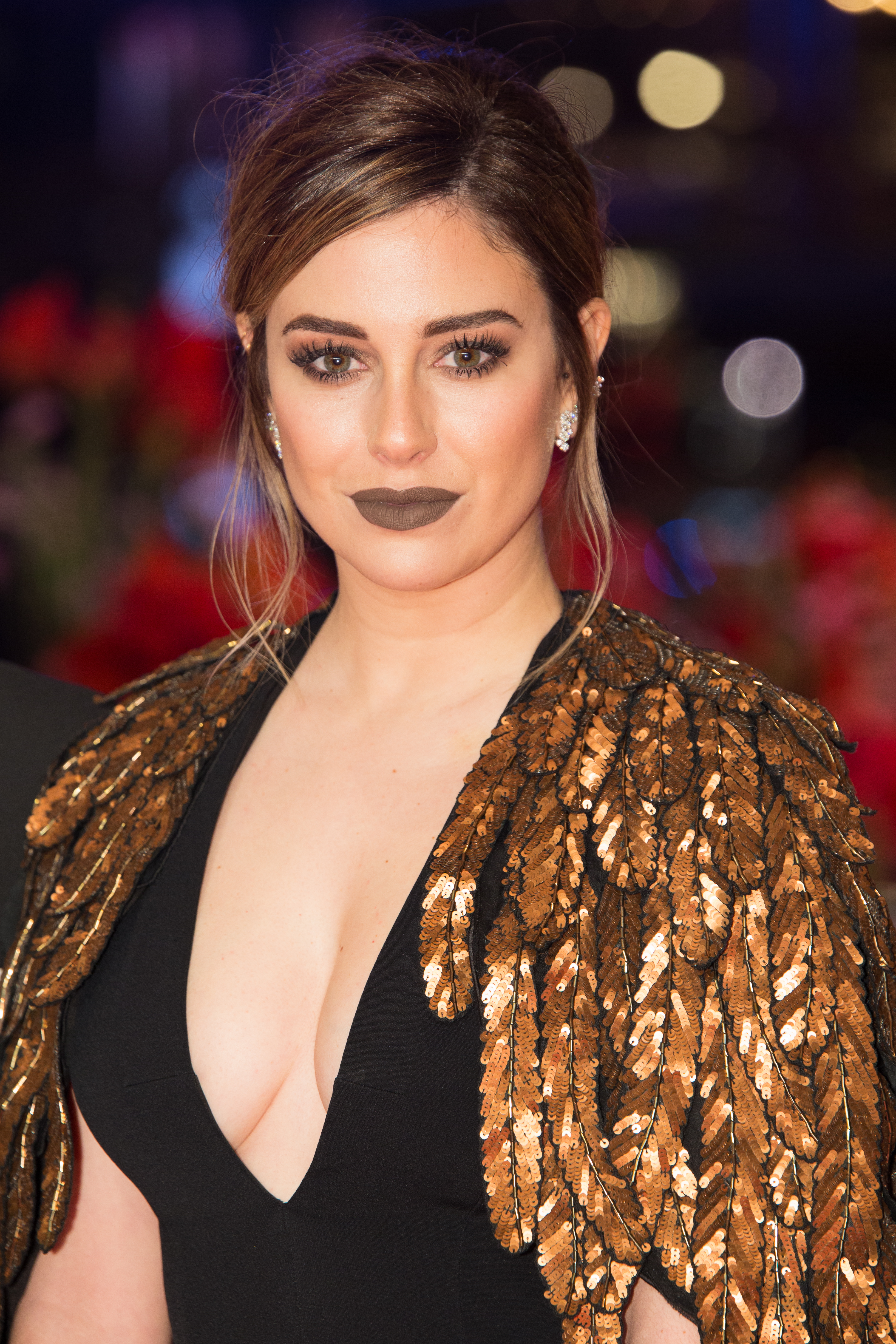
سوآرس در مراسم جشنواره بین‌المللی فیلم برلین سال ۲۰۱۷

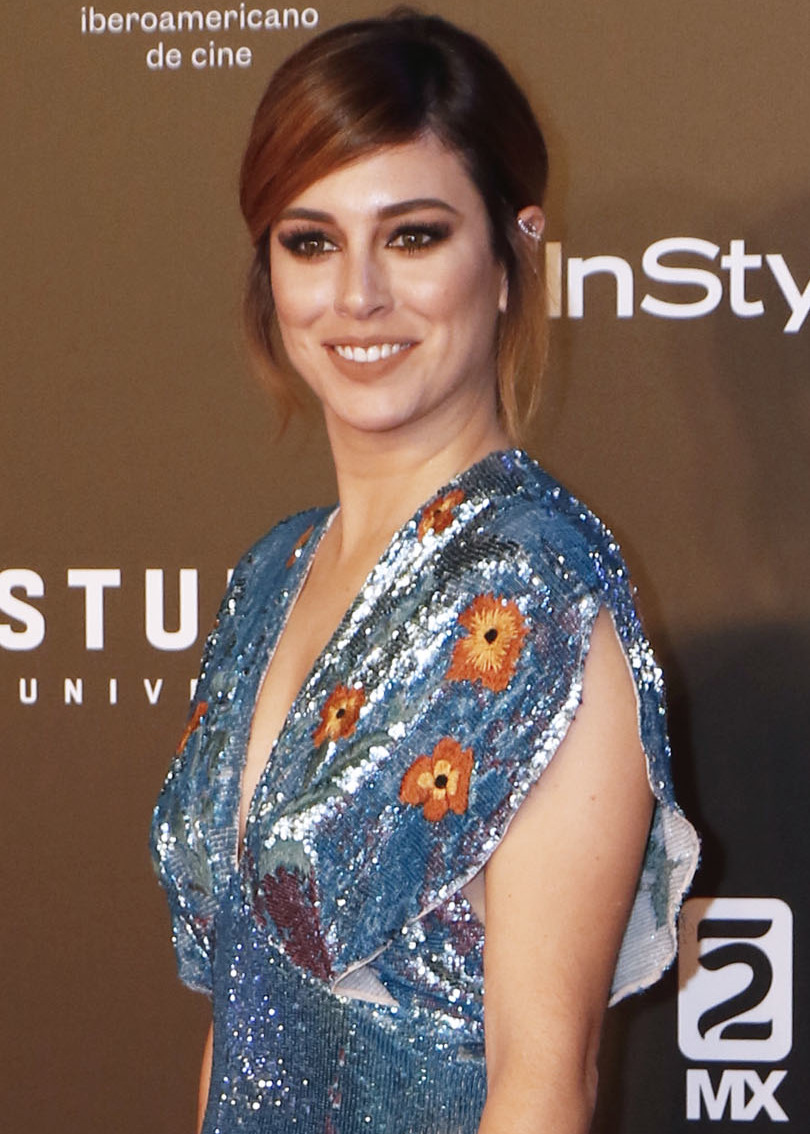
بلانکا سوآرس در چهارمین دورۀ جشنوارۀ ایبرو-آمریکا (فنیکس) در مکزیکوسیتی

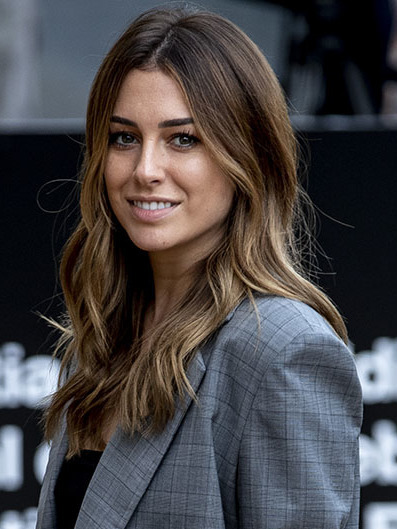
بلانکا سوآرس در سال ۲۰۲۰

بلانکا مارتینِـس سوآرِس (اسپانیایی: Blanca Martínez Suárez‎؛‏ تلفظ اسپانیایی: [ˈswaɾeθ]؛  ‏ زادهٔ ۲۱ اکتبر ۱۹۸۸) شناخته‌شده با نام بلانکا سوآرِس، بازیگر اهل اسپانیا است. بلانکا از سال ۲۰۰۷ میلادی تاکنون مشغول فعالیت بوده‌است. شهرت او بیشتر به واسطه نقش‌آفرینی‌هایش در مدرسه شبانه‌روزی، کشتی و جگوار است. او همچنین با پدرو آلمودوار در چند فیلم از جمله پوستی که در آن زندگی می‌کنم (که نامزدی جایزه گویای «بهترین بازیگر جدید زن» را برای او به ارمغان آورد) و خیلی هیجان‌زده‌ام همکاری داشت.
او بابت هنرنمایی‌هایش نامزد دریافت جوایزی چون «جایزه انداس» (۲۰۱۰)، «جایزه زرین برنامه‌های تلویزیونی» (۲۰۱۱) و «جایزه گویا» (۲۰۱۱) بوده‌است.

## اوائل زندگی
بلانکا سوآرس در ۲۱ اکتبر ۱۹۸۸ در مادرید به‌دنیا آمد. پدرش معمار شهرداری و مادرش کارمند بانک بود. او تحصیلات خود را در رشتهٔ «ارتباطات سمعی و بصری» در دانشگاه پادشاه خوان کارلوس آغاز کرد اما در نهایت به‌دلیل بازی در سریال تلویزیونی مدرسه شبانه‌روزی آن را نیمه‌کاره رها کرد.

## حرفهٔ بازیگری

### ۲۰۰۷ تا ۲۰۱۲: کارهای اولیه و کسب شهرت
سوآرِس نخستین کار بازیگری خود را در سال ۲۰۰۷ با ایفای نقش جولیا مدینا در سریال مدرسه شبانه‌روزی در آنتنا ۳ انجام داد. او تا پایان آن سال در این سریال حضور داشت و جایزه فوتوگراماس سیمین را در شاخهٔ «بهترین بازیگر زن» برای نقش‌آفرینی خود دریافت کرد و همچنین نامزد دریافت تندیس «حوری زرین» سال ۲۰۰۹ برای «بهترین بازیگر زن - سریال درام» در جشنواره تلویزیونی مونت-کارلو شد. در همین حین، سوآرِس در فیلم‌های بلند لرز، بزدل‌ها، فرار مغزها و کنسول سدوم و همچنین در فیلم‌های کوتاه «کائنات» و «نیم‌کره‌های زمین» ظاهر شد.
در سال ۲۰۱۰، سوآرِس نخستین نقش اصلی خود را در فیلم بدن نئونی در کنار ماریو کاساس ایفا کرد. این فیلم در نهایت در سال ۲۰۱۱ به روی پرده رفت. سوآرِس سپس در کنار آنتونیو باندراس و النا آنایا، در فیلم پوستی که در آن زندگی می‌کنم به کارگردانی پدرو آلمودوار بازی کرد، که تحسین منتقدان را برانگیخت و بابت آن نامزد دریافت جایزه گویا در شاخهٔ «بهترین بازیگر زن جدید» شد. در همان سال، او در موزیک ویدیو «من منع‌شده‌ام» اثر «لادرونِـس» ظاهر شد.
سوآرِس سپس به ایفای نقش در یکی دیگر از سریال‌های شبکه آنتنا ۳ به نام کشتی پرداخت، که بابت آن جایزهٔ فوتوگراماس سیمین بهترین بازیگر تلویزیونی، جایزه انداس بهترین بازیگر زن، و همچنین نامزدی جایزه زرین برنامه‌های تلویزیونی نقش اصلی زن آن را به‌دست‌آورد. کشتی از ۱۷ ژانویه ۲۰۱۱ تا ۲۱ فوریه ۲۰۱۳ پخش شد. در این بین، سوآرِس دو فیلم دیگر بازی کرد که هر دو در جشنواره فیلم مالاگا در سال ۲۰۱۲ به نمایش درآمدند: درام کمدی موفقیت‌های پیاپی در کنار دانیل برول، لوئیس امار و میگل آنخل سیلوستره و درام ایمانول اوریبه به نام شهد پرتقال، در کنار آنخلا مولینا و نورا ناباس.

### ۲۰۱۳ تا کنون: تثبیت در حرفهٔ بازیگری
سوآرِس در سال ۲۰۱۳، در فیلم خیلی هیجان‌زده‌ام هنرنمایی کرد، یک فیلم کمدی با جمعی از بازیگران نامدار به کارگردانی پدرو آلمودوار. او در جشنواره فیلم کن ۲۰۱۳، جایزه شوپارد بهترین «هنرپیشهٔ زنِ کشف‌شدهٔ سال» را برای بازیگری دریافت کرد. این جایزه توسط کالین فرث به او اهدا شد.
وی در سال ۲۰۱۴، نقش سفیدبرفی را در یکی از قسمت‌های سریال تلویزیونی قصه‌ای برایم بگو ایفا نمود. در سال ۲۰۱۵، او در مینی سریال «متعلق به ما» در نقش مقابل اوگو سیلبا و همچنین سریال کارلوس، پادشاه امپراتور بازی کرد و در فیلم‌های سر در گم در کنار یون گونسالس، (همبازی‌اش در سریال مدرسه شبانه‌روزی)، شب بزرگ من به کارگردانی آلکس د لا ایگلسیا (که برای آن نامزد دریافت جایزه فروس بهترین بازیگر نقش مکمل زن شد) و همچنین فیلم بعدی این کارگردان به نام بار هنرنمایی کرد.

## دیگر کارها
او در سال ۲۰۱۰ در موزیک ویدئوی «من منع‌شده‌ام» اثر «لادرونِـس» و در سال ۲۰۱۴ برای نماهنگ «احساساتی» اثر دَنی مارتین ظاهر شد.
سوآرس همچنین مدل مجلات معتبر مختلفی بوده‌است. در سال ۲۰۱۳، از جمله مدل لباس زیر زنانه ایتالیایی اینتیمیسیمی. او از فوریه ۲۰۱۴، وبلاگی برای مجلهٔ وُگ اسپانیا می‌نویسد.

## زندگی شخصی و رسانه‌ای
مجلهٔ فتوگراماس او را در سال‌های ۲۰۱۱ و ۲۰۱۴ به‌عنوان پُرجست‌وجوترین بازیگر در اینترنت انتخاب کرد و در بیست و ششمین دوره جوایز گویا نیز به عنوان خوش‌پوش‌ترین سلبریتی انتخاب شد. در نوامبر همان سال، نسخه اسپانیایی مجلهٔ جی‌کیو وی را «زن سال» نامید.
بلانکا سوآرس از سال ۲۰۰۸ تا ۲۰۱۰ با بازیگر اسپانیایی خاویر پریرا در ارتباط بود. او سپس از سال ۲۰۱۱ تا ۲۰۱۴ شریک زندگی همبازی خود میگل آنخل سیلوستره در فیلم موفقیت‌های پیاپی بود. در سال ۲۰۱۴، سوارس برای مدت کوتاهی با دنی مارتین، موسیقی‌دان پاپ راک اسپانیایی در ارتباط بود. از سال ۲۰۱۵ تا ۲۰۱۷، او با «خوئل بوسکِـد»، بازیگر اسپانیایی در ارتباط بود. کمی بعد از مارس ۲۰۱۸ تا اکتبر ۲۰۱۹، او روابط نزدیکی با ماریو کاساس آغاز کرد و سرانجام از سال ۲۰۲۰ شریک زندگی خاویر ری بوده‌است. بلانکا سوآرس سگی از نژاد داشهوند به نام «پسته» دارد.

## گزیدهٔ نقش‌آفرینی‌ها

### سینما
| به آثاری اشاره دارد که در حال حاضر منتشر نشده‌اند | به آثاری اشاره دارد که در حال حاضر منتشر نشده‌اند |

| سال  | عنوان                      | نقش               | توضیح‌ها | منبع   |
| ---- | -------------------------- | ----------------- | ------- | ------ |
| ۲۰۰۸ | لرز                        | آنخلا             |         | [ ۳۶ ] |
| ۲۰۰۸ | بزدل‌ها                     | تدوین‌گر تلویزیونی |         |        |
| ۲۰۰۹ | فرار مغزها                 | صدای فرشته آسمانی |         |        |
| ۲۰۰۹ | کنسول سدوم                 | ساندرا            |         | [ ۳۷ ] |
| ۲۰۱۰ | بدن نئونی                  | ورونیکا           |         | [ ۳۸ ] |
| ۲۰۱۱ | پوستی که در آن زندگی می‌کنم | نورما لدگارد      |         | [ ۳۹ ] |
| ۲۰۱۲ | موفقیت‌های پیاپی            | اینگرید           |         | [ ۴۰ ] |
| ۲۰۱۲ | شهد پرتقال                 | کارمِن             |         | [ ۴۱ ] |
| ۲۰۱۳ | خیلی هیجان‌زده‌ام            | روث               |         | [ ۴۲ ] |
| ۲۰۱۵ | سر در گم                   | کارلا             |         | [ ۴۳ ] |
| ۲۰۱۵ | شب بزرگ من                 | پالوما            |         | [ ۴۴ ] |
| ۲۰۱۶ | نانوایی در بروکلین         | دانیلا            |         | [ ۴۵ ] |
| ۲۰۱۷ | بار                        | اِلِنا              |         | [ ۴۶ ] |
| ۲۰۱۸ | چندی بعد                   | مِـندِس             |         | [ ۴۷ ] |
| ۲۰۱۹ | با وجود همه‌چیز             | سارا              |         | [ ۴۸ ] |
| ۲۰۲۰ | تابستانی که گذراندیم       | لوسیا             |         | [ ۴۹ ] |
| ۲۰۲۲ | آزمون                      | بِرتا              |         | [ ۵۰ ] |
| ۲۰۲۲ | مسافر چهارم                | لورِنا             |         | [ ۵۱ ] |
| ۲۰۲۳ | من وایرال شده‌ام            | میبل              |         | [ ۵۲ ] |
| ۲۰۲۴ | دیسکو، ایبیزا، لوکومیا     | لوردِس ایریبار     |         | [ ۵۳ ] |
| ۲۰۲۵ | رد پای شر                  | سیلویا گوسمان     |         | [ ۵۴ ] |
| ن/م  | شبه قتل                    | اِوا               |         | [ ۵۵ ] |

### تلویزیون
| سال       | عنوان                   | نقش                                  | توضیح‌ها                 | منبع   |
| --------- | ----------------------- | ------------------------------------ | ----------------------- | ------ |
| ۲۰۰۷–۲۰۱۰ | مدرسه شبانه‌روزی         | خولیا مِدینا                          |                         |        |
| ۲۰۱۱–۲۰۱۳ | کشتی                    | آئینوآ مونتِرو                        |                         |        |
| ۲۰۱۴      | قصه‌ای برایم بگو         | سفیدبرفی                             | مجموعه آنتولوژی؛ ۱ قسمت | [ ۵۶ ] |
| ۲۰۱۴      | دیو و دلبر              | بِلا دوبیوس در دال‌ویل                 |                         |        |
| ۲۰۱۵      | افراد خودی              | ایسابل سانتانا                       |                         | [ ۵۷ ] |
| ۲۰۱۵      | کارلوس، پادشاه امپراتور | ایزابلای پرتغال                      |                         | [ ۵۸ ] |
| ۲۰۱۶      | آنچه چشمانش پنهان می‌کرد | سونسولِـس دِ ایکاسا                    |                         | [ ۵۹ ] |
| ۲۰۱۷–۲۰۲۰ | دختران تلفنچی           | لیدیا آگیلار داویا / آلبا رومرو مِندِس |                         |        |
| ۲۰۲۱      | مدرسه شبانه‌روزی: کومبرس | خولیا مدینا                          |                         |        |
| ۲۰۲۱      | جگوار                   | ایسابل گاریدو                        |                         | [ ۶۰ ] |
| ۲۰۲۴      | ازنفس‌افتاده             | جسیکا دونوسو                         |                         | [ ۶۱ ] |

## جوایز و نامزدی‌ها
| جایزه                              | سال  | دسته                                              | اثر نامزد شده              | نتیجه    |
| ---------------------------------- | ---- | ------------------------------------------------- | -------------------------- | -------- |
| جوایز هفته سینما در مدینا دل کامپو | ۲۰۱۲ | هنرپیشه زن قرن ۲۱                                 | —                          | برنده    |
| جایزهٔ فان فیرلس مجلهٔ کازموپالیتن   | ۲۰۱۲ | بهترین هنرپیشه زن تلویزیونی                       | کشتی                       | برنده    |
| جوایز فوتوگراماس سیمین             | ۲۰۱۰ | بهترین هنرپیشه زن تلویزیونی                       | مدرسه شبانه‌روزی            | برنده    |
| جوایز فوتوگراماس سیمین             | ۲۰۱۱ | بهترین هنرپیشه زن تلویزیونی                       | کشتی                       | برنده    |
| جوایز فوتوگراماس سیمین             | ۲۰۱۱ | بیشترین هنرپیشه جستجوشده در اینترنت               | —                          | برنده    |
| جوایز فوتوگراماس سیمین             | ۲۰۱۵ | بیشترین هنرپیشه جستجوشده در اینترنت               | —                          | برنده    |
| جایزه گویا                         | ۲۰۱۱ | بهترین هنرپیشه زن جدید                            | پوستی که در آن زندگی می‌کنم | نامزدشده |
| جوایز جشنواره تلویزیونی مونت-کارلو | ۲۰۰۹ | تندیس حوری زرین بهترین بازیگر زن – درام تلویزیونی | مدرسه شبانه‌روزی            | نامزدشده |
| جوایز هواداران نئوکس               | ۲۰۱۲ | بهترین هنرپیشه زن فیلم                            | موفقیت‌های پیاپی            | برنده    |
| جوایز هواداران نئوکس               | ۲۰۱۳ | بهترین هنرپیشه زن تلویزیونی                       | کشتی                       | نامزدشده |
| جوایز هواداران نئوکس               | ۲۰۱۳ | جذاب‌ترین زوج (با میگل آنخل سیلوستره)              | —                          | نامزدشده |
| جوایز استعداد جدید سینمای اسپانیا  | ۲۰۰۸ | بهترین استعداد جدید                               | مدرسه شبانه‌روزی فرار مغزها | نامزدشده |
| جوایز استعداد جدید سینمای اسپانیا  | ۲۰۰۹ | بهترین استعداد جدید                               | مدرسه شبانه‌روزی لرز بزدل‌ها | برنده    |
| جایزه انداس                        | ۲۰۱۱ | بهترین هنرپیشه زن                                 | کشتی                       | برنده    |
| جایزه فروس                         | ۲۰۱۵ | جایزه فروس بهترین بازیگر نقش مکمل زن              | شب بزرگ من                 | نامزدشده |
| Premios Pétalo                     | ۲۰۱۰ | بهترین چهره جدید                                  | مدرسه شبانه‌روزی            | برنده    |
| جایزه زرین برنامه‌های تلویزیونی     | ۲۰۱۱ | بهترین هنرپیشه زن                                 | کشتی                       | نامزدشده |
| جایزه شوپارد                       | ۲۰۱۳ | کشف زن سال                                        | —                          | برنده    |